# Аллахвердиев, Васиф Керим оглы
Аллахвердиев Васиф Керим оглы (род. 16 октября 1963, Нахичевань) — азербайджанский тарист. Заслуженный деятель искусств Азербайджана (2010). Народный артист Азербайджана (2019). Профессор (2016), лауреат президентской премии (2019), композитор, педагог.

## Биография
Родился 16 октября 1963 года в городе Нахичевань в семье инженеров. Отец, Керим Аллахвердиев, также был инженером и внёс значительный вклад в развитие строительного сектора Азербайджанской ССР в 1960-70-х годах. Керим Аллахвердиев участвовал в установке передающих антенн для телевидения и радио на различных заводах, таких как Гянджинский алюминиевый завод, Карадагский цементный завод, консервный завод в Ленкорани, а также на телевышке Нахичевани. Награждён почётным званием «Заслуженный строитель».
Первым, кто научил его играть на таре, был его дядя, известный тарист Нахичеванском Автономной Республики, заслуженный деятель культуры Азербайджана Таги Тагиев. Таги Тагиев оставил глубокий след в жизни семьи Аллахвердиевых, особенно в творчестве Васифа и его брата Джейхуна.
Первое музыкальное образование Васиф получил в музыкальной школе № 2 города Сумгаит, где его преподавателем по классу тара был Алислан Асланоглу. Во время учёбы принимал участие в различных конкурсах и фестивалях, неоднократно становясь лауреатом. В 1979 году поступил в Нахичеванское музыкальное училище по специальности «тар». В 1980 году продолжил обучение в Музыкальном училище им. Асефа Зейналлы. Параллельно занимался композицией в классе Васифа Адигезалова. В 1983 году с отличием окончил училище и поступил в Азербайджанскую государственную консерваторию, где обучался композиции у композитора Исмаила Гаджибекова и тару у преподавателя Афет Новрузовой. Васиф Аллахвердиев стал первым композитором в Азербайджане, который получил высшее образование по специальности «тар».
После начала обучения в 1983 году, в 1984 году был призван в армию. В 1986 году вернулся и продолжил обучение. В 1988 году перевёлся на факультет композиции и завершил обучение в 1992 году.
В 1992 году по своему желанию был направлен в Нахичевань, где начал преподавательскую деятельность. Занимал должность заведующего теоретическим отделом. Активно способствовал развитию музыкальной жизни Нахичевани, организовывал концерты и обучал студентов.
В 1994 году принят в Союз композиторов Азербайджана, а также назначен ответственным секретарем Нахичеванского отдела Союза композиторов Азербайджана.
В 1992 году, в трудное время для общественной и политической жизни Азербайджана, Васиф встретился с Гейдаром Алиевым и подарил ему свою дипломную работу — симфонию «Ататюрк».

## Творчество
Первое крупное произведение — симфоническая поэма «Жизненный путь», которая была исполнена под руководством различных дирижеров.
Его работы характеризуются сложностью идей, глубиной чувств, живостью образов и эмоциональным смыслом. Его музыка обладает способностью соединять сложные композиционные элементы. Он создает произведения в различных жанрах и с различными тембрами, сохраняя при этом связь с народной музыкой Азербайджана и исследуя новые возможности в музыке.
Его творчество охватывает широкий спектр тем и эмоций, включая любовь, счастье, борьбу, свободу и патриотизм. В его произведениях часто звучит характерная для симфонической формы полифония.
Активно занимается аранжировкой народных песен и произведений других композиторов. Его работа с оркестром и камерными ансамблями демонстрирует глубокое понимание всех инструментов и их возможностей. Одним из значительных достижений является аранжировка увертюры из оперы Узеира Гаджибекова «Кёроглы» для камерного оркестра, которая была исполнена на концерте, посвященном 20-летию восстановления независимости Азербайджана.

## Награды
- Премия Президента Азербайджана (10 мая 2019 года[2], 7 мая 2020 года[3] и 7 мая 2021[4])

## Симфонические произведения
1. Симфония № 1 — «Легенды Кавказа» (1975)
2. Симфония № 2 — «Симфония жизни» (1982)
3. Симфония № 3 — «Время и вечность» (1988)
4. Симфония № 4 — «Поэма Великой Родины» (1995)
5. Симфония № 5 — «Гармония души» (2002)
6. Симфония № 6 — «Светлое будущее» (2006)
7. Симфония № 7 — «Творческое наследие» (2010)
8. Симфония № 8 — «Духовные истоки» (2015)

## Камерные и камерные инструментальные произведения
1. «Zəminxarə» для голоса и камерного оркестра.
2. «Türkü» (для ударных инструментов и оркестра).
3. «Hara gedirsən» для голоса и камерного оркестра.
4. «Gözləyəcəyəm səni» для голоса и оркестра.
5. «Bəlkə görüşdük» для голоса и оркестра.
6. «Azərbaycanım» для голоса и оркестра.
7. «O yollar» для голоса и оркестра.
8. Струнный квартет (3 части).
9. «Muğamsayağı» для треугольника, барабана и деревянного духового квартета (2 части) (посвящено У. Гаджибекову).
10. Соната для скрипки и фортепиано (3 части).
11. Пьеса для скрипки и фортепиано.
12. «Qarabağ balladası» для соло тар (посвящено Исмаилу Гаджибекову).
13. «Sevgi valsı» для 2 фортепиано (версия для двух фортепиано подготовлена Дж. Аллахвердиевым).
14. «Sarı gəlin» для оркестра.
15. Обработка многих народных и композиторских песен для голоса и оркестра.

## Методические рекомендации и учебные пособия
1. " F. Əmirovun fortepiano üçün yazdığı 12 miniatür məcmuəsində milli üslub keyfiyyətləri « Məqalə.» Mədəni-maarif " jurnalı. Bakı 2011
2. Çox sayda tədris proqramları.
3. « Cəngi sədası» — Metodik vəsait Bakı 2011
4. « Qarabağ balladası» dərs vəsaiti. Bakı 2011
5. Fortepiano üçün seçilmiş əsərlərin ifaçılıq xüsusiyyətləri. Bakı 2015

## Список научно-методических работ и статей
1. Qulamova Jalə. Sözlü nəğməli Naxçıvan. «Sənətdə atılan qoşa addım». Монография. Издательство «Сабах», Баку, 2000, стр. 122—127.
2. Монография исследует устные песенные традиции Нахичевани.
3. Novruzov Afət. Vasif Allahverdiyevin solo tar üçün «Qarabağ haqqında ballada». Статья. Журнал «Музейный мир» 3-4/33 2007, стр. 82-85.
4. Статья представляет анализ произведения Васифа Аллахвердиева для тар «Баллада о Карабахе».
5. Методическое пособие по игре на фортепиано. Учебник. V—VI классы. Баку, «Чырак», 2009.
6. Учебник содержит материалы для игры на фортепиано.
7. Raüfqızı Aytən. Azərbaycan bəstəkarlarının birhissəli əsərlərinin janr və üslub xüsusiyyətləri. Монография. Баку, «Наука и образование», 2010.
8. Монография анализирует жанровые и стилевые особенности односоставных произведений азербайджанских композиторов.
9. Mustafaeva S.I. İs-p-ə-İz «Detskoy syuity» Vasifa Allahverdiyeva. Методическое пособие. Баку, «Наши книги», 2011.
10. Методическое пособие предоставляет исполнительский анализ «Детской сюиты» Васифа Аллахвердиева.
11. Novruzov Afət. Vasif Allahverdiyevin solo tar ifası üçün «Qarabağ balladası» əsəri. Tarın ifadə imkanlarından istifadə məsələləri. Статья. «Консерватория» № 3 (13) Баку, 2011, стр. 32-40.
12. Статья обсуждает вопросы использования выразительных возможностей тар в произведении Васифа Аллахвердиева «Баллада о Карабахе».
13. Raüfqızı Aytən. «K yüksək-yüksək təpələrə» türküsü for choir and symphony orchestra. Статья. Анкара, Kültür üvreni, 2012, стр. 56-61.
14. Статья представляет анализ произведения Васифа Аллахвердиева «К высоким горам» для хора и симфонического оркестра.
15. İsmayılova Güllü. Azərbaycan mədəniyyəti və incəsənəti Heydər Əliyevin Azərbaycançılıq ideologiyasının əsası kimi Материалы научно-теоретической конференции. Симфоническая поэма Васифа Аллахвердиева «Heydər Əliyev — ömür yolu». Доклад, Баку, 2013, стр. 214—218.
16. Доклад анализирует симфоническую поэму Васифа Аллахвердиева «Гейдар Алиев — путь жизни» в контексте азербайджанской культуры и искусства.
17. Методическое пособие по игре на фортепиано. Учебник. X класс. Баку, «Чырак», 2013, стр. 153—169.
18. Учебник содержит материалы для игры на фортепиано для X класса.
19. Yavər Neymətli. Azərbaycan bəstəkarlarının yaradıcılığında kvartet janrının inkişafı və ifaçılıq problemləri. Vasif Allahverdiyevin 1 saylı kvarteti. Автореферат. Баку, 2013, стр. 23-28.
20. Автореферат анализирует развитие квартетного жанра в творчестве азербайджанских композиторов и проблемы исполнения квартета № 1 Васифа Аллахвердиева.
21. Novruzov Afət. Tar ifaçılıq sənətinin inkişafında bəstəkar əsərlərinin rolu. Vasif Allahverdiyevin «Qarabağ balladası». Учебное пособие. Баку, 2014, стр. 89-99.
22. Учебное пособие анализирует роль произведений композиторов в развитии искусства игры на тар и произведение Васифа Аллахвердиева «Баллада о Карабахе».
23. Qulamova Jalə. «Sənət zirvəsinə aparan yollar». Статья. Газета «Культура», 1 декабря, 2010, стр. 84.
24. Статья обсуждает пути достижения вершин искусства.
25. Qulamova Jalə. «Bəstəkar ömrünün mərhələləri». Статья. Газета «Культура», 6 апреля, 2018, № 27.
26. Статья рассматривает различные этапы жизни композитора.
27. Rəhimzadə Səbinə. Vasif Allahverdiyevin «Atatürk» simfoniyası. Выпускная работа студента IV курса факультета «История теории» БМА, Баку, 2014.
28. Выпускная работа посвящена симфонии Васифа Аллахвердиева «Ататюрк».
29. Mahmudova Ülviyyə. Azərbaycan Milli Konservatoriyasının magistri. «Vasif Allahverdiyevin „Ömür yolu“ simfonik poemasında musiqinin estetik prinsipləri». Магистерская диссертация, Баку, 2014.
30. Диссертация изучает эстетические принципы музыки в симфонической поэме Васифа Аллахвердиева «Путь жизни».
31. Dadaşova Gülnar. «Vasif Allahverdiyevin f-no əsərləri». Выпускная работа студента IV курса факультета «История теории» Азербайджанской национальной консерватории, Баку, 2014.
32. Выпускная работа посвящена произведениям Васифа Аллахвердиева для фортепиано.
33. Samirə Səfərova. «Səslər dünyasının fatehi». Институт искусств, языка и литературы Нахичеванского отделения Национальной академии наук Азербайджана. Нахичеван, 2015.
34. Работа освещает вклад Васифа Аллахвердиева в мир музыки.